# 고대 프랑크어

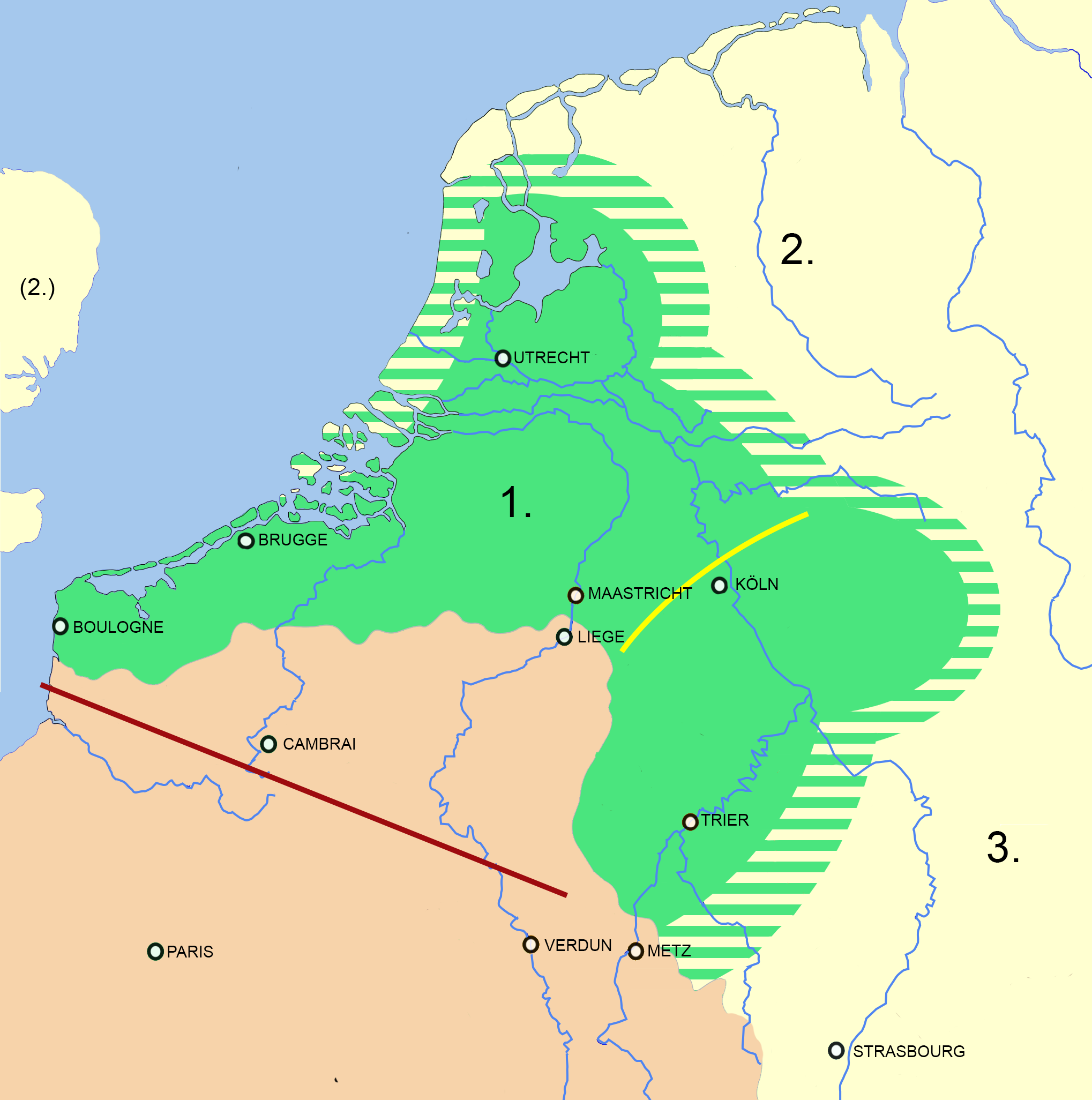

고대 프랑크어(Old Frankish), 고대 프랑코니아어(Old Franconian) 또는 단순히 프랑크어(Frankish)는 서기 5~9세기경에 프랑크족이 사용하던 서게르만어군 언어이다.
오늘날의 프랑스 북동부, 벨기에, 네덜란드 일대에서 사용되던 프랑크어는 이후 현대 네덜란드어 등의 조상인 고대 네덜란드어로 이어졌다. 한편 라인란트 등 오늘날의 독일 영토에서 사용되던 프랑크어는 엘베 게르만어의 영향을 크게 받은 탓에 오늘날에는 독일어의 방언으로 여겨지는 중부 프랑크어와 라인 프랑크어 등으로 발전했다.
고대 프랑크어는 잘 문증되어 있지 않으며 주로 고대 프랑스어에 남은 차용어나 9~12세기의 고대 네덜란드어로 계승된 어휘를 통해 재구된다. 유명한 예외는 베르흐아커르(Bergakker) 비문으로, 5세기경 쓰인 고대 프랑크어가 기록되어 있다.

## 같이 보기
- 프랑코니아어
- 고대 고지 독일어
- 아우스트라시아